# Plano de San Luis

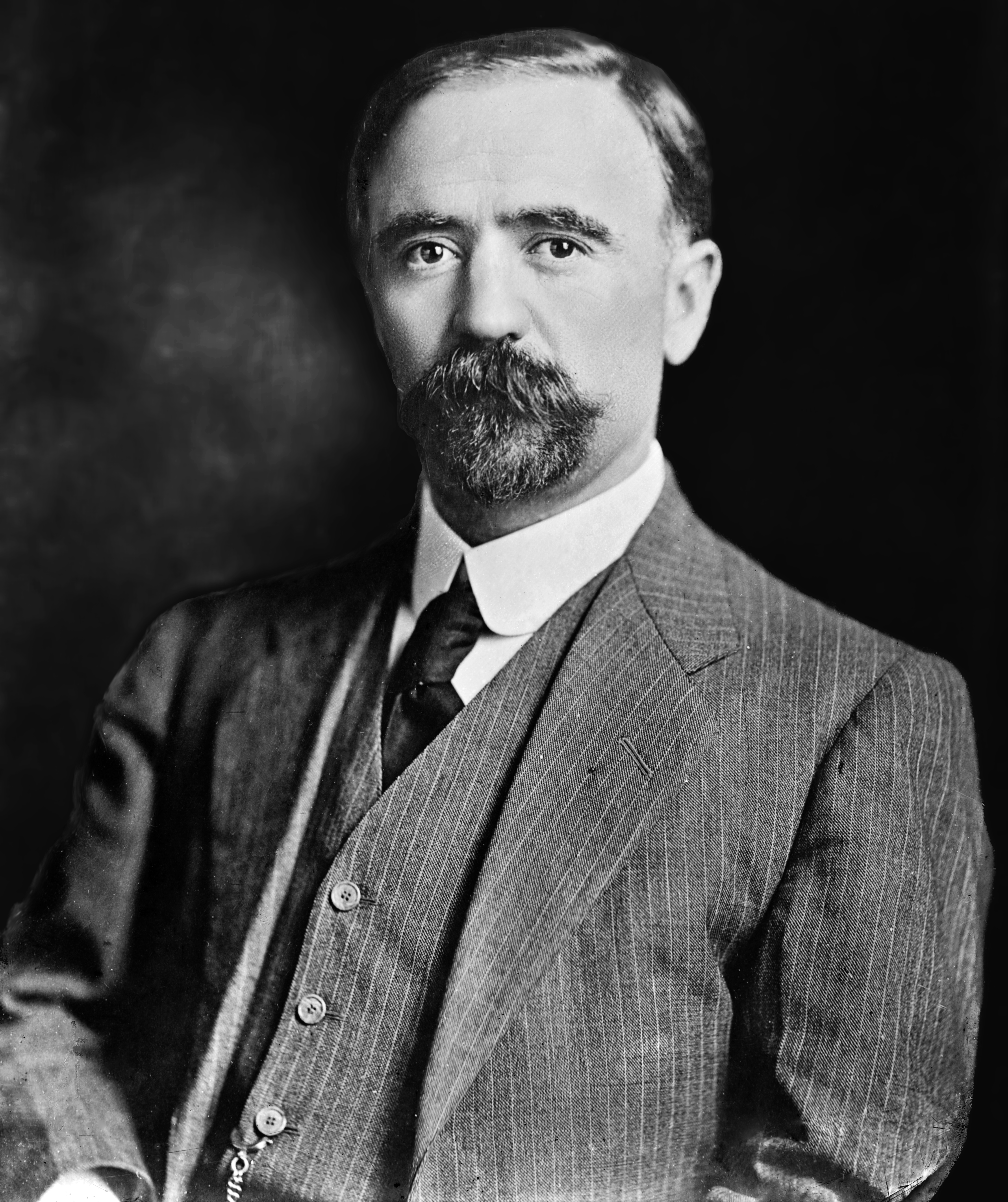
Francisco I Madero.

O Plano de San Luis Potosí foi um documento político proclamado em San Antonio, Texas, pelo líder do movimento revolucionário mexicano e candidato presidencial do Partido Nacional Antirreeleicionista, Francisco I. Madero. Este manifesto convocava ao levantamento em armas no dia 20 de novembro de 1910, para levar a cabo o derrube do porfiriato, o estabelecimento de eleições livres e democráticas, assim como também se comprometia a restituir aos camponeses as terras que lhes haviam sido arrebatadas pelos fazendeiros.
Rapidamente chegaram à Cidade do México as cópias do Plano de San Luis, a imprensa da capital informava do desenvolvimento de uma conspiração, e em 18 de novembro de 1910 foi a conspiração contra Díaz na cidade de Puebla. Esta conjura era dirigida por Aquiles Serdán, o qual junto com a sua família, foi assassinado pela polícia.
Contudo, como resposta à proclamação de Madero começaram a surgir levantamentos armados por todo o México em novembro de 1910, os quais culminaram finalmente com a renúncia de Porfirio Díaz, o triunfo de Madero nas eleições presidenciais de 1911, assim como a Revolução Mexicana, que duraria cerca de uma década e ceifaria a vida a centenas de milhar de mexicanos.

## Antecedentes
Em 1910 o Partido Nacional Antirreeleicionista elegeu como candidatos à presidência e vice-presidência do México  Francisco I. Madero e Francisco Vázquez Gómez, respetivamente, ratificando a aliança com o Partido Nacionalista Democrático. Considerava-se que esta dupla era adequada pois Madero era popular e Vázquez tinha possuía um reconhecido prestígio político. Em junho, durante a campanha eleitoral —durante a qual foi frequentemente obstaculizado pelas autoridades— foi detido por proteger a um dos seus oradores, Roque Estrada, acusado de incitar à rebelião. A detenção ocorreu em Monterrey, Nuevo León, e no dia seguinte Estrada entregou-se esperando conseguir a liberdade de Madero, mas sem obter resultados. Foram ambos acusados de sedição, fomentar à rebelião e insultar as autoridades. No fim desse mês foram transferidos para San Luis Potosí.
Com Madero preso as eleições primárias tiveram lugar em junho e as secundárias em 10 de julho, declarando-se Porfírio Díaz como vencedor indiscutível. Esta vitória foi ratificada pela Câmara de Deputados em setembro, depois de rejeição de um recurso de apelação, apresentado por Madero e antirreeleicionistas, no qual se solicitava a anulação das eleições por considerá-las fraudulentas.
Madero foi libertado sob fiança e refugiou-se na cidade de San Antonio, Texas e iniciou com os seus colaboradores a redação de um documento para convocar a luta armada contra Díaz, para não existirem repercussões políticas com o governo estadunidense —o qual mantinha relações diplomáticas com o México—, o documento foi datado de 5 de outubro, último dia que passou na cidade de San Luis Potosí.

## Os termos do plano
O plano de San Luis Potosí consistia de um apelo ao povo mexicano para que se levantasse em armas -considerando esgotados os recursos legais-, desconhecendo a reeleição de Díaz ao cargo, anulando as recentes eleições e convocando novas eleições, entretanto Madero assumiria a presidência provisória. Proclamava também o princípio da não reeleição. Madero comprometia-se a respeitar as obrigações governamentais contraídas antes da revolução, a ser escrupuloso no uso dos fundos públicos, assim como também a restituir aos camponeses as terras que lhes haviam sido arrebatadas pelos fazendeiros, por abuso da Lei de Terrenos Baldios.
A data marcada para o início do levantamento foi o dia 20 de novembro de 1910, às seis da tarde. Entretanto, o documento deveria ser distribuído de forma discreta.

## Consequências
Rapidamente chegaram à Cidade do México as cópias do Plano de San Luis, a imprensa da capital informava do desenvolvimento de uma conspiração, e em 18 de novembro de 1910 foi descoberta a conspiração contra Díaz na cidade de Puebla. Esta conjura era dirigida por Aquiles Serdán, o qual junto com a sua família, foi assassinado pela polícia e pela milícia após resistirem durante algumas horas.
Apesar de não se ter iniciado um verdadeiro movimento em 20 de novembro, como resultado da convocatória de Madero -mas sobretudo das suas promessas de uma reforma agrária— começaram a surgir levantamentos armados por todo o México em 1910, no norte comandados por Pascual Orozco e Pancho Villa e em Morelos por Emiliano Zapata, cujos triunfos militares culminaram finalmente com a renúncia de Porfirio Díaz, o triunfo de Madero nas eleições presidenciais de 1911, assim como o início da Revolução Mexicana —uma revolução de índole social—, a qual reclamava uma melhoria das condições de vida e de trabalho para as classes marginalizadas, como operários e camponeses, e que duraria cerca de uma década e ceifaria a vida a centenas de milhar de mexicanos.